# Basquetebol nos Jogos Olímpicos de Verão de 2020 - Qualificação masculina
Este artigo detalha a fase de qualificação masculina do basquetebol nos Jogos Olímpicos de Verão de 2020. (As Olimpíadas foram adiadas para 2021 devido à pandemia de COVID-19). A qualificação masculina será realizada em 2019 e 2021; todas as cinco zonas da FIBA deverão ter representação no torneio de basquetebol olímpico.
O Japão, como país-sede, tem qualificação automática. O primeiro torneio qualificatório foi a Copa do Mundo de Basquetebol Masculino de 2019, em que sete seleções qualificaram para as Olimpíadas. As próximas 16 seleções no Mundial de Basquete que não conseguiram a vaga direta, junto com duas equipes de cada uma das quatro regiões da FIBA, irão participar em quatro torneios diferentes, que determinarão as quatro últimas equipes que disputarão os Jogos.

## Método
Um total de 12 equipes irão participar das Olimpíadas, com cada CON enviando uma seleção.

### Qualificação como país-sede
O país-sede, Japão, recebeu vaga automática para participar do torneio olímpico de basquetebol masculino.

### Qualificação pela Copa do Mundo
As melhores equipes na Copa do Mundo de Basquetebol Masculino de 2019 de cada zona da FIBA qualificam automaticamente para as Olimpíadas.
- FIBA Africa: 1 equipe
- FIBA Américas: 2 equipes
- FIBA Ásia: 1 equipe
- FIBA Europa: 2 equipes
- FIBA Oceania: 1 equipe

### Qualificação pelo Pré-Olímpico
As quatro vagas adicionais serão definidas através de quatro Torneios Mundiais de Qualificação Olímpica de seis equipes cada ou entre 24 equipes, no total. Os torneios serão disputados pelas melhores 16 equipes não qualificadas na Copa do Mundo de 2019 e por oito equipes adicionais, sendo duas de cada região: África, Américas, Ásia/Oceania e Europa. De acordo com os resultados da Copa do Mundo de 2019, cada zona foi alocada com as seguintes vagas:
- FIBA Africa: 3 equipes
- FIBA Américas: 7 equipes
- FIBA Ásia e FIBA Oceania: 3 equipes
- FIBA Europa : 11 equipes

## Qualificação
| Meios de qualificação                                        | Meios de qualificação                                        | Data                                  | Local        | Vagas | Qualificado    |
| ------------------------------------------------------------ | ------------------------------------------------------------ | ------------------------------------- | ------------ | ----- | -------------- |
| País-sede                                                    | País-sede                                                    | 7 de setembro de 2013                 | Buenos Aires | 1     | Japão          |
| Copa do Mundo de Basquetebol Masculino de 2019               | África                                                       | 31 de agosto a 15 de setembro de 2019 | China        | 1     | Nigéria        |
| Copa do Mundo de Basquetebol Masculino de 2019               | Américas                                                     | 31 de agosto a 15 de setembro de 2019 | China        | 2     | Argentina      |
| Copa do Mundo de Basquetebol Masculino de 2019               | Américas                                                     | 31 de agosto a 15 de setembro de 2019 | China        | 2     | Estados Unidos |
| Copa do Mundo de Basquetebol Masculino de 2019               | Ásia                                                         | 31 de agosto a 15 de setembro de 2019 | China        | 1     | Irã            |
| Copa do Mundo de Basquetebol Masculino de 2019               | Europa                                                       | 31 de agosto a 15 de setembro de 2019 | China        | 2     | França         |
| Copa do Mundo de Basquetebol Masculino de 2019               | Europa                                                       | 31 de agosto a 15 de setembro de 2019 | China        | 2     | Espanha        |
| Copa do Mundo de Basquetebol Masculino de 2019               | Oceania                                                      | 31 de agosto a 15 de setembro de 2019 | China        | 1     | Austrália      |
| Torneios Masculinos de Qualificação Olímpica da FIBA de 2020 | Torneios Masculinos de Qualificação Olímpica da FIBA de 2020 | 29 de junho a 4 de julho de 2021      | Vitória      | 1     | Chéquia        |
| Torneios Masculinos de Qualificação Olímpica da FIBA de 2020 | Torneios Masculinos de Qualificação Olímpica da FIBA de 2020 | 29 de junho a 4 de julho de 2021      | Split        | 1     | Alemanha       |
| Torneios Masculinos de Qualificação Olímpica da FIBA de 2020 | Torneios Masculinos de Qualificação Olímpica da FIBA de 2020 | 29 de junho a 4 de julho de 2021      | Kaunas       | 1     | Eslovênia      |
| Torneios Masculinos de Qualificação Olímpica da FIBA de 2020 | Torneios Masculinos de Qualificação Olímpica da FIBA de 2020 | 29 de junho a 4 de julho de 2021      | Belgrado     | 1     | Itália         |
| Total                                                        | Total                                                        | Total                                 | Total        | 12    |                |

## Copa do Mundo de Basquetebol Masculino de 2019
Classificação final por Zona da FIBA
|  | Qualificada para os Jogos Olímpicos de Verão de 2020 pelo ranking continental |
|  | Qualificada para o Pré-Olímpico                                               |
|  | Qualificada para os Jogos Olímpicos de Verão de 2020 como país-sede           |

| #  | FIBA África (1/5 equipes) | FIBA África (1/5 equipes) | FIBA Américas (2/7 equipes) | FIBA Américas (2/7 equipes) | FIBA Ásia (1/6 equipes) | FIBA Ásia (1/6 equipes) | FIBA Europa (2/12 equipes) | FIBA Europa (2/12 equipes) | FIBA Oceania (1/2 equipes) | FIBA Oceania (1/2 equipes) |
| #  | Equipe                    | V–D                       | Equipe                      | V–D                         | Equipe                  | V–D                     | Equipe                     | V–D                        | Equipe                     | V–D                        |
| -- | ------------------------- | ------------------------- | --------------------------- | --------------------------- | ----------------------- | ----------------------- | -------------------------- | -------------------------- | -------------------------- | -------------------------- |
| 1  | Nigéria                   | 3–2                       | Argentina                   | 7–1                         | Irã                     | 2–3                     | Espanha                    | 8–0                        | Austrália                  | 6–2                        |
| 2  | Tunísia                   | 3–2                       | Estados Unidos              | 6–2                         | China                   | 2–3                     | França                     | 6–2                        | Nova Zelândia              | 3–2                        |
| 3  | Angola                    | 1–4                       | Brasil                      | 3–2                         | Coreia do Sul           | 1–4                     | Sérvia                     | 6–2                        |                            |                            |
| 4  | Costa do Marfim           | 0–5                       | Venezuela                   | 2–3                         | Jordânia                | 1–4                     | Chéquia                    | 4–4                        |                            |                            |
| 5  | Senegal                   | 0–5                       | Porto Rico                  | 2–3                         | Japão                   | 0–5                     | Polônia                    | 4–4                        |                            |                            |
| 6  |                           |                           | República Dominicana        | 2–3                         | Filipinas               | 0–5                     | Lituânia                   | 3–2                        |                            |                            |
| 7  | Canadá                    | 2–3                       |                             |                             | Itália                  | 3–2                     |                            |                            |                            |                            |
| 8  |                           |                           | Grécia                      | 3–2                         |                         |                         |                            |                            |                            |                            |
| 9  | Rússia                    | 3–2                       |                             |                             |                         |                         |                            |                            |                            |                            |
| 10 | Alemanha                  | 3–2                       |                             |                             |                         |                         |                            |                            |                            |                            |
| 11 | Turquia                   | 2–3                       |                             |                             |                         |                         |                            |                            |                            |                            |
| 12 | Montenegro                | 1–4                       |                             |                             |                         |                         |                            |                            |                            |                            |

## Torneios Masculinos de Qualificação Olímpica da FIBA de 2020
Após os resultados da Copa do Mundo de Basquetebol Masculino de 2019, cada zona estará representada pelas seguintes seleções:
Vitória, Split, Kaunas e Belgrado receberam o direito de ser sede dos torneios. Os torneios estavam programados para ocorrer de 23 a 28 de junho de 2020, porém foram adiados devido à pandemia da COVID-19, sendo remarcados para 29 de junho a 4 de julho de 2021.
| FIBA África         | FIBA Américas        | FIBA Europa | FIBA Ásia e FIBA Oceania |
| ------------------- | -------------------- | ----------- | ------------------------ |
| Tunísia             | Brasil               | Sérvia      | Nova Zelândia            |
| Angola (Convite)    | Venezuela            | Chéquia     | Coreia do Sul(Convite)   |
| Senegal (Convite)   | Porto Rico           | Polônia     | China (Convite)          |
|                     | República Dominicana | Lituânia    | Filipinas (Convite)      |
| Canadá              | Itália               |             |                          |
| México (Convite)    | Grécia               |             |                          |
| Uruguai (Convite)   | Rússia               |             |                          |
|                     | Alemanha             |             |                          |
| Turquia             |                      |             |                          |
| Croácia (Convite)   |                      |             |                          |
| Eslovênia (Convite) |                      |             |                          |

Os Torneios Pré-Olímpicos da FIBA irão incluir as 16 equipes melhor colocadas e não qualificadas na Copa do Mundo de Basquetebol Masculino de 2019 e as duas nações de melhor posição por região no Ranking mundial da FIBA. Em 19 de setembro de 2019, a FIBA anunciou essas equipes, que são Angola e Senegal (África), México e Uruguai (Américas), China e Coreia do Sul (Ásia-Oceania), e Croatia e Eslovênia (Europa).
A Nova Zelândia desistiu do TQO em fevereiro de 2021, levando a FIBA a substituí-la pelas Filipinas, a melhor equipe seguinte da região da Ásia-Pacífico.

### Sorteio
Nos quatro torneios pré-olímpicos mundiais de 2021, cada um terá uma equipe qualificada para os Jogos Olímpicos de Verão de 2020. O formato consiste em 24 seleções nacionais dividas em quatro torneios de seis equipes cada, com a vencedora de cada evento qualificada para as Olimpíadas. O sorteio foi realizado em 27 de novembro de 2019.